# Attila Pinte
Attila Pinte (* 6. června 1971, Šamorín, Československo) je bývalý slovenský fotbalový záložník, pochází z maďarské menšiny na Slovensku. Fotbalovou kariéru ukončil v zimě 2008 v klubu DAC Dunajská Streda.

## Klubová kariéra
Pinte hrál za kluby jako Spartak Komárno (1981–1987), DAC Dunajská Streda (1987–1996), Dukla Sušice (1991–1993), FK Inter Bratislava (1996–2000), Slovan Šaľa (1994), Ferencvárosi Budapešť (2000–2002), Artmedia Bratislava, Panionios Atény, FC Družstevník Báč, FC Rimavská Sobota. S Interem Bratislava vyhrál v sezóně 1999/00 slovenskou ligu, která se tehdy jmenovala Mars superliga.
V řeckém klubu Panionios Atény nesouhlasil s radikálním snížením mzdy a záležitost se táhla několik měsíců, než došlo k finančnímu vyrovnání. V sezóně 2007/08 jej angažoval ze čtvrtoligového klubu ŠTK Šamorín (kde působil v roli hrajícího trenéra) viceprezident a manažer prvoligového FC Senec Jozef Valovič, aby Pinte pomohl svými zkušenostmi mladému mužstvu, jež se nacházelo na posledním místě ligové tabulky.

## Reprezentační kariéra
V A-mužstvu Slovenska debutoval 6. 2. 1998 na turnaji Cyprus International Tournament proti reprezentaci Slovinska (remíza 1:1).
Celkem nastoupil v letech 1998–2003 za slovenský národní tým ve 31 utkáních a dal 1 gól.

### Reprezentační góly
Góly Attily Pinteho za A-mužstvo Slovenska
| Gól | Datum       | Stadion                            | Soupeř    | Skóre (min.) | Výsledek | Soutěž                 |
| --- | ----------- | ---------------------------------- | --------- | ------------ | -------- | ---------------------- |
| 010 | 7. 10. 2001 | Philip II Arena, Skopje, Makedonie | Makedonie | 00:4 0(80.)  | 0:5      | kvalifikace na MS 2002 |